# Episodi di Abbott Elementary (seconda stagione)

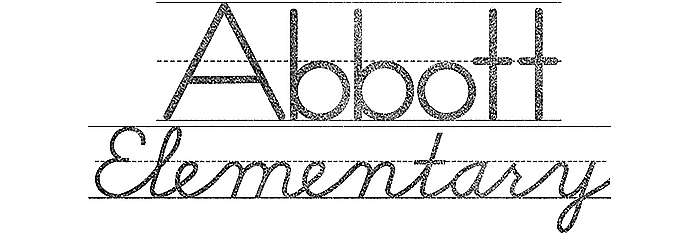
Logo della serie televisiva

La seconda stagione della serie televisiva Abbott Elementary, composta da 22 episodi, è stata trasmessa in prima visione negli Stati Uniti d'America dal canale ABC dal 21 settembre 2022 al 19 aprile 2023.
In Italia, i primi dieci episodi sono stati distribuiti come "Star Original" su Disney+ il 1º marzo 2023, mentre i restanti dodici episodi sono stati resi disponibili il 21 giugno 2023.
| n  | Titolo originale     | Titolo italiano                    | Prima TV USA      | Pubblicazione Italia |
| -- | -------------------- | ---------------------------------- | ----------------- | -------------------- |
| 1  | Development Day      | Giornata dello sviluppo            | 21 settembre 2022 | 1º marzo 2023        |
| 2  | Wrong Delivery       | Errata consegna                    | 28 settembre 2022 | 1º marzo 2023        |
| 3  | Story Samurai        | Storia Samurai                     | 5 ottobre 2022    | 1º marzo 2023        |
| 4  | Principal's Office   | L'ufficio del preside              | 12 ottobre 2022   | 1º marzo 2023        |
| 5  | Juice                | Il succo                           | 19 ottobre 2022   | 1º marzo 2023        |
| 6  | Candy Zombies        | Zombie caramellati                 | 26 ottobre 2022   | 1º marzo 2023        |
| 7  | Attack Ad            | Attacco pubblicitario              | 2 novembre 2022   | 1º marzo 2023        |
| 8  | Egg Drop             | La caduta delle uova               | 16 novembre 2022  | 1º marzo 2023        |
| 9  | Sick Day             | Giorno di malattia                 | 30 novembre 2022  | 1º marzo 2023        |
| 10 | Holiday Hookah       | Rimorchio Natalizio                | 7 dicembre 2022   | 1º marzo 2023        |
| 11 | Read-A-Thon          | Maratona di lettura                | 4 gennaio 2023    | 21 giugno 2023       |
| 12 | Fight                | Litigi                             | 11 gennaio 2023   | 21 giugno 2023       |
| 13 | Fundraiser           | Raccolta fondi                     | 18 gennaio 2023   | 21 giugno 2023       |
| 14 | Valentine's Day      | Il giorno di San Valentino         | 8 febbraio 2023   | 21 giugno 2023       |
| 15 | Fire                 | Incendio                           | 15 febbraio 2023  | 21 giugno 2023       |
| 16 | Teacher's Conference | Conferenza degli insegnanti        | 22 febbraio 2023  | 21 giugno 2023       |
| 17 | Mural Arts           | Arti murali                        | 1º marzo 2023     | 21 giugno 2023       |
| 18 | Teacher Appreciation | La Riconoscenza per gli insegnanti | 8 marzo 2023      | 21 giugno 2023       |
| 19 | Festival             | Festival                           | 15 marzo 2023     | 21 giugno 2023       |
| 20 | Educator of the Year | Insegnante dell'anno               | 5 aprile 2023     | 21 giugno 2023       |
| 21 | Mom                  | Mamma                              | 12 aprile 2023    | 21 giugno 2023       |
| 22 | Franklin Institute   | L'Istituto Franklin                | 19 aprile 2023    | 21 giugno 2023       |

## Giornata dello sviluppo
- Titolo originale: Development Day
- Diretto da: Randall Einhorn
- Scritto da: Quinta Brunson

### Trama
- Guest star:
- Ascolti USA:

## Errata consegna
- Titolo originale: Wrong Delivery
- Diretto da: Randall Einhorn
- Scritto da: Brian Rubenstein

### Trama
- Guest star:
- Ascolti USA:

## Storia Samurai
- Titolo originale: Story Samurai
- Diretto da: Jay Karas
- Scritto da: Jordan Temple

### Trama
- Guest star:
- Ascolti USA:

## L'ufficio del preside
- Titolo originale: Principal's Office
- Diretto da: Shahrzad Davani
- Scritto da: Brittani Nichols

### Trama
- Guest star:
- Ascolti USA:

## Il succo
- Titolo originale: Juice
- Diretto da: Jay Karas
- Scritto da: Ava Coleman

### Trama
- Guest star:
- Ascolti USA:

## Zombie caramellati
- Titolo originale: Candy Zombies
- Diretto da: Shahrzad Davani
- Scritto da: Kate Peterman

### Trama
- Guest star:
- Ascolti USA:

## Attacco pubblicitario
- Titolo originale: Attack Ad
- Diretto da: Matt Sohn
- Scritto da: Justin Tan

### Trama
- Guest star:
- Ascolti USA:

## La caduta delle uova
- Titolo originale: Egg Drop
- Diretto da: Randall Einhorn
- Scritto da: Joya McCrory

### Trama
- Guest star:
- Ascolti USA:

## Giorno di malattia
- Titolo originale: Sick Day
- Diretto da: Randall Einhorn
- Scritto da: Riley Dufurrena

### Trama
- Guest star:
- Ascolti USA:

## Rimorchio Natalizio
- Titolo originale: Holiday Hookah
- Diretto da: Randall Einhorn
- Scritto da: Brian Rubenstein

### Trama
- Guest star:
- Ascolti USA:

## Maratona di lettura
- Titolo originale: Read-A-Thon
- Diretto da: Dime Davis
- Scritto da: Garrett Werner

### Trama
- Guest star:
- Ascolti USA:

## Litigi
- Titolo originale: Fight
- Diretto da: Melissa Kosar
- Scritto da: Jordan Temple

### Trama
- Guest star:
- Ascolti USA:

## Raccolta fondi
- Titolo originale: Fundraiser
- Diretto da: Randall Einhorn
- Scritto da: Brittani Nichols

### Trama
- Guest star:
- Ascolti USA:

## Il giorno di San Valentino
- Titolo originale: Valentine's Day
- Diretto da: Justin Tan
- Scritto da: Justin Tan

### Trama
- Guest star:
- Ascolti USA:

## Incendio
- Titolo originale: Fire
- Diretto da: Jennifer Celotta
- Scritto da: Ava Coleman

### Trama
- Guest star:
- Ascolti USA:

## Conferenza degli insegnanti
- Titolo originale: Teacher Conference
- Diretto da: Randall Einhorn
- Scritto da: Kate Peterman

### Trama
- Guest star:
- Ascolti USA:

## Arti murali
- Titolo originale: Mural Arts
- Diretto da: Geeta Malik
- Scritto da: Joya McCrory

### Trama
- Guest star:
- Ascolti USA:

## La Riconoscenza per gli insegnanti
- Titolo originale: Teacher Appreciation
- Diretto da: Randall Einhorn
- Scritto da: Morgan Murphy

### Trama
- Guest star:
- Ascolti USA:

## Festival
- Titolo originale: Festival
- Diretto da: Randall Einhorn
- Scritto da: Brian Rubenstein

### Trama
- Guest star:
- Ascolti USA:

## Insegnante dell'anno
- Titolo originale: Educator of the Year
- Diretto da: Claire Scanlon
- Scritto da: Jordan Temple

### Trama
- Guest star:
- Ascolti USA:

## Mamma
- Titolo originale: Mom
- Diretto da: Ken Whittingham
- Scritto da: Ava Coleman

### Trama
- Guest star:
- Ascolti USA:

## L'Istituto Franklin
- Titolo originale: Franklin Institute
- Diretto da: Randall Einhorn
- Scritto da: Brittani Nichols

### Trama
- Guest star:
- Ascolti USA: